# 光増寺 (葛飾区)
光増寺（こうぞうじ）は、東京都葛飾区にある浄土宗の寺院。

## 概要
1222年（貞応元年）、法海によって開山された。親鸞がとある庵に一泊したことがきっかけで、その庵主の法海は親鸞の弟子になり、庵を「光増寺」として浄土真宗の教えを広めることになった。
その後、1538年（天文7年）の国府台合戦の戦火により廃寺化したが、1587年（天正15年）になり常誉によって中興され、浄土宗の寺院となった。
現在の当寺の宗派は浄土宗になっているが、当寺の公式サイトでは「親鸞聖人ゆかりの寺」を公言し、寺宝も親鸞に由来しているものが多い。

## 文化財
- 一茎三蓮 - 葛飾区登録文化財（有形民俗文化財）[6][5]
- 舟形地蔵道標 - 葛飾区指定文化財（有形民俗文化財）[6][7]
- 俳人 鈴木松什の墓 - 葛飾区指定文化財（史跡）[6][8]

## 交通アクセス
- 金町駅より徒歩12分（経路案内）。